# Khóa chính
Khóa chính tiếng Anh là Primary key là danh từ được dùng trong tin học về cơ sở dữ liệu (CSDL). Các khóa chính được quy định bởi người viết. Các khóa chính là yếu tố quan trọng trong CSDL quan hệ (relationship), thông thường khóa chính không được phép là một field rỗng. Các khóa chính được đặt quan hệ với nhau phải có định dạng giống nhau (loại dữ liệu, kích thước...) và khác nhau về thể loại